# Bilur jezik
Bilur jezik (ISO 639-3: bxf; birar), austronezijski jezik kojim govori 2 300 ljudi (2000) u devet sela na poluotoku Gazelle u Papua novogvinejskoj provinciji East New Britain.
Pripada novoirskoj užoj skupini južnih novoirskih-sjeverozapadnih solomonskih jezika

## Vanjske poveznice
- Ethnologue (14th)
- Ethnologue (15th)